# Gran Logia Regular de Portugal

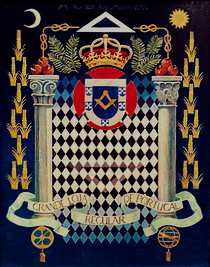
Insignia original GLRP.

La G.·.L.·.R.·.P.·. Grande Loja Regular de Portugal (Gran Logia Regular de Portugal), es una orden masónica portuguesa, creada el 29 de junio de 1991 por la Gran Logia Nacional Francesa, por su decreto nº 762, habiéndose constituido como asociación de derecho civil portugués el 15 de julio de 1991, ante el Notario Público 3º del Cartulario de Lisboa.

## La Moral y Ética Masónicas
La Masonería, en Portugal, a través de la G.·.L.·.R.·.P.·. - Gran Logia Regular de Portugal, privilegia el continuar profundizando en el entendimiento de los principios masónicos, base de una moral y ética masónica además de contribuir a su práctica, tanto en el proceso de validación de candidatos que tienen que ser libres y de buenos costumbres, como en procurar el ejemplo de las buenas prácticas de sus miembros (por su trabajo individual y colectivo).

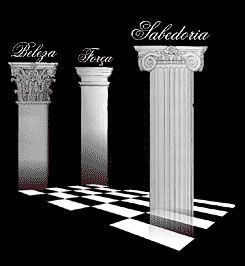
Belleza Fuerza Sabiduría.

La gran regla moral de la logia se expresa en la primera condición para que un candidato pueda aspirar a ser “recibido como masón”: tiene que ser libre y de buenas costumbres. El candidato debe pasar por esta criba. Solo así puede aspirar a la iniciación, si su camino y perfil en la vida profana, premasónica, está de acuerdo con la práctica de las buenas costumbres.

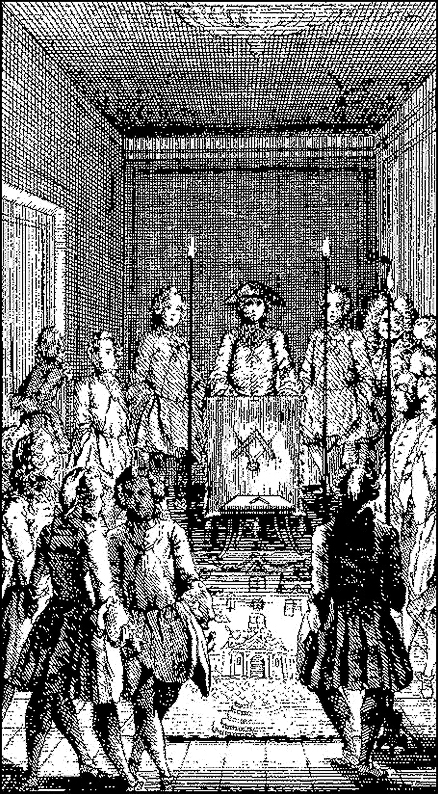
Trabajo en la Logia

Con esta condición, aparentemente simple, caben todos los requisitos del comportamiento moral que un “masón” queda obligado a observar por toda su vida masónica, so pena de exclusión. Por decreto de la Francmasonería, específicamente en Portugal, por medio de la G.·.L.·.R.·.P.·. - Gran Logia Regular de Portugal, sujeta como condición esencial para entrar a la Orden, el sine qua non, esto es que el candidato sea de buenas costumbres, mostrando con esto la importancia que la Orden confiere a la calidad moral de sus miembros.
La sana moralidad de los masones es elevada, es el pilar estructurante de la masonería. Con efecto, coexisten Obediencias que asumen diferentes tendencias religiosas y filosóficas, no hay evidencia de que alguna Obediencia se aparte expresamente de la exigencia de que sus miembros hayan tenido sólo buenas costumbres. Las buenas costumbres son siempre pasaporte necesario para el paso 'entre las Columnas'.
La expresión 'buenas costumbres' corresponde a un concepto indeterminado, que es ancho de vía para la calificación de cualquier acto o comportamiento, de 'bueno' o 'malo', conformes o no con la moral sana, siguiendo los valores adoptados en una cierta cultura social y en cada momento histórico. Esa expresión masónica remete al final el problema de ética o moral de los masones para los patrones y para los problemas filosóficos y metodológicos de la ética y moral general.
No es momento ni lugar donde abordar la inmensa producción de filósofos, desde los clásicos griegos, sobre el bien y el mal. Nos limitamos a retener de ese pensamiento dos principios que continúan a concurris en la cultura occidental, para dilucidar los comportamientos y actos que se conforman con los patrones de la moral:
- La "regla de oro" de origen judeocristiano:

"no hagas a los demás lo que no te gustaría que te hiciesen", o "haz a los otros aquello que te gustaría que te hiciesen".
- El "imperativo categórico", racionalmente deducido por Kant en el siglo XVIII:

"Actúe de modo que los principios sobre los que se basan tus acciones puedan, por tu voluntad, valer simultáneamente como principios de una legislación universal"'.
Las corrientes posteriores utilitaristas de George Bentham y Stuart Mill, en el siglo XIX, pensaban el contenido moral desde una perspectiva más pragmática, como dependiente de la relación entre las cantidades totales de pracer/desplacer o de utilidad/desventaja en que pueden transcurrir dos actos o comportamientos de los hombres. Dejando de lado las alucinantes lucumbraciones de Nietzsche que busca la genealogía de las ideas morales en el resentimiento de los débiles y vencidos, en la voluntad de poder y fuerza de las aristocracias y en su construcción del Übermensch (superhombre o suprahombre), hay que decir que más recientemente, a partir de la Segunda Guerra Mundial, las discusiones filosóficas sobre el bien y el mal de los derechos del hombre, como valores fundamentales en sí.
Es ciertamente en esta perspectiva que hoy se debe colocar la cuestión moral; pero eso no aparta la validez de los dos principios destacados arriba y que pueden continuar valiendo como fórmulas sintéticas para encontrar los caminos del bien.

### La moral y la ética

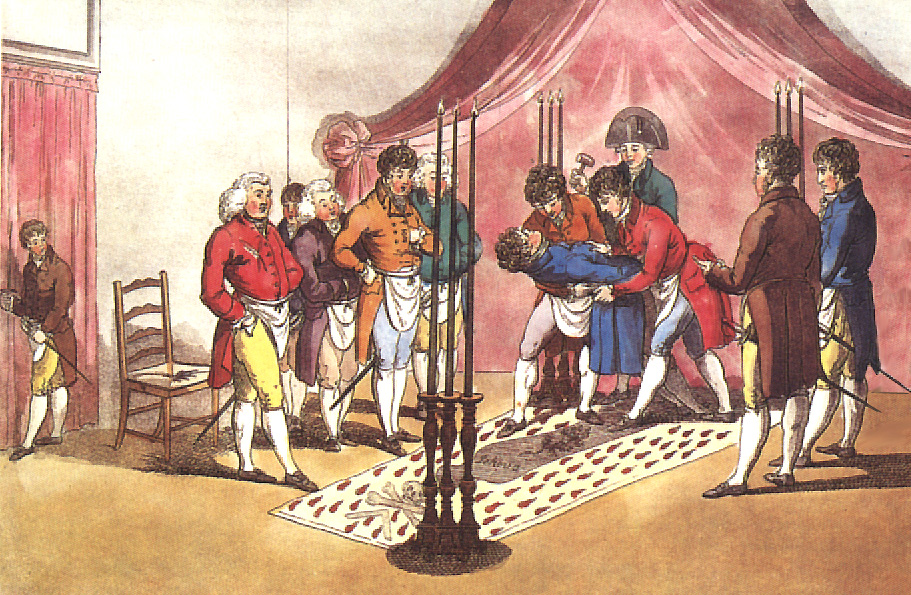
Ceremonia ritual

La moral y la ética en la masonería no presenta cualquier especialidad teórica o metodológica en relación con la moral y la ética en general. Pero, en un plano pragmático e institucional, la circunstancia ya referida de la masonería, específicamente en Portugal, a través de la GLRP, acarrea a todos los masones una obligación reforzada de adaptar su vida y todos sus actos con patrones morales exigentes. Se acentúa por el fin, que la Orden asume como propio, de buscar el permanente perfeccionamiento del hombre y de toda la humanidad, por la sabiduría, con fuerza y con belleza.

### Buenas costumbres
Aunque los patrones morales no sean más objetivos ni menos volátiles para el masón que para los otros hombres, la obligación que un masón asume, en su iniciación, de ser un hombre de ""buenas costumbres"", lo colocan ante el deber constante de, en todas las vertientes de su vida, procurar escoger el camino más recto. Tiene la oblición de intentar ser moralmente ejemplar, ya que sólo su ejemplaridad le permite contribuir al cumplimiento de la obligación, a la cual también se vinculó, de alcanzar el perfeccionamiento progresivo de toda la humanidad.

### Ideal de paz

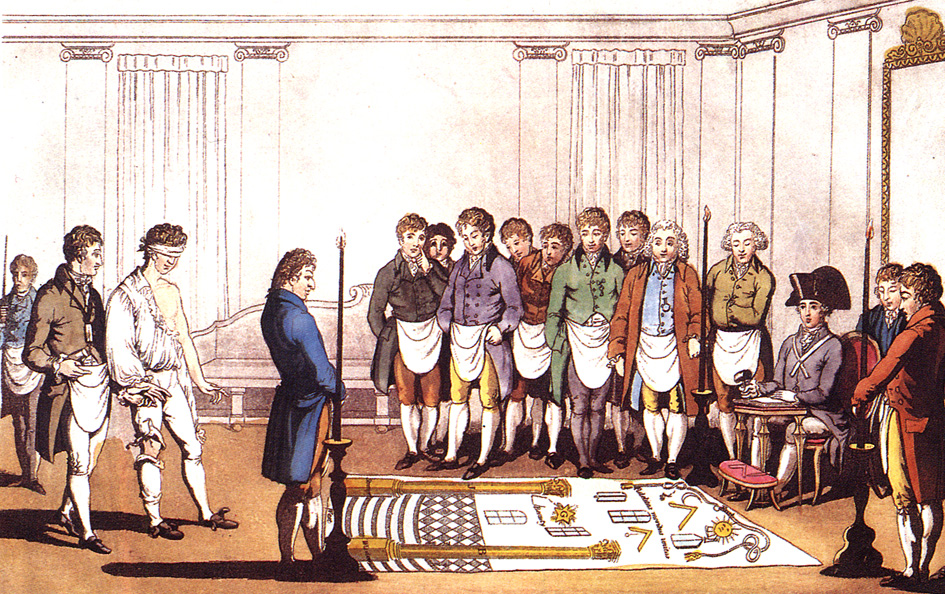
La Iniciación

El masón tiene que poner en práctica un ideal de paz. A esto se ven obligados por la tercera regla de la Constitución de la GLRP. No puede, o al menos no debe, fomentar litigios, ni puede ni debe pactar con procedimientos que puedan conducir a guerras o conflictos, debiendo siempre mantener el equilibrio indispensable al perfecto control de sí mismo, tampoco puede cultivar excesos ni dejarse dominar por las pasiones, como está impuesto por la decimosegunda regla.

### Perfeccionamiento personal
Los miembros tienen la obligación, impuesta por la cuarta regla de la misma 'Constitución', de evaluar y valorar siempre si sus actos o proyectos, se conforman como un imperativo de su perfeccionamiento.

### Fraternidad
Cada miembro ha de ser tolerante y fraterno, con sus hermanos en especial, y en general con todos los otros hombres, fomentando la armonía, la fraternidad y la ayuda recíproca. A esto obliga la sexta regla. La fraternidad implica igualdad; por eso no hay distinciones entre masones, no pueden orientar su vida y actos a la preocupación de alcanzar especiales beneficios o distinciones particulares.

### Lealtad
Han de ser honrados y leales. Siendo les defendidos todos los actos que se dirijan, o puedan conducir, a prejuicios a terceros. han de cumplir, con honra, todos sus compromisos. La novena regla obliga especialmente a ello.

### Realización por el trabajo
Es necesario considerar todo el trabajo como un deber y un valor mayor, juzgando el trabajo -de cualquier especie, intelectual o de fuerza- como el único modo de realización por el cual el hombre se instruye, contribuyendo al avance de la humanidad y se puede presentar como ejemplo a seguir. En fin, la vida del masón, tiene que ser impoluta. Ese es el precio, y la honra, de ser masón, sea cual sea la Obediencia Masónica en la que trabaje. 
En Portugal, la masonería regular, a través de la GLRP, se preocupa y quiere continuar profundizando en la comprensión y la práctica de la moral y ética masónicas.

### Grandes Maestres

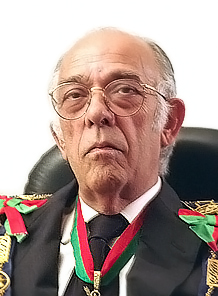
Gran Maestre Almiro Gaspar Marques

1. Fernando Teixeira
2. José Medeiros
3. António Marques Miguel
4. Almiro Gaspar Marques

### Dalái lama, Lisboa 2007
La Comisión Dalái Lama Lisboa 2007, formada para la visita de Su Santidad el XIV Dalai Lama, invitó a la Gran Logia Regular de Portugal a través del Gran Maestre Almiro Gaspar Marques, para formar parte de la Comisión de Honor en lo que "expresará toda la dimensión de acogimiento a quien es portador de un mensaje tan conforme a los mejores valores fraternos, solidarios y universalistas de nuestra cultura".